# Paepalanthus vestitus
Paepalanthus vestitus är en gräsväxtart som beskrevs av Wilhelm Willy Otto Eugen Ruhland. Paepalanthus vestitus ingår i släktet Paepalanthus och familjen Eriocaulaceae.

## Underarter
Arten delas in i följande underarter:
- P. v. caulescens
- P. v. vestitus